# Emmylou Harris
Emmylou Harris (2 d'abril de 1947, Birmingham, Alabama, EUA) és una cantant, compositora i intèrpret de música country. A part del seu treball com artista solista i líder de banda, tant com intèrpret d'altres compositors com dels seus propis treballs, ha treballat amb molts altres artistes fent duets.
Harris ha compartit el crèdit principal amb altres artistes a molts àlbums: dos amb Dolly Parton i Linda Ronstadt (Trio i Trio 2), un amb Ronstadt i dos més amb Mark Knopfler (All the Roadrunning i en directe Real Live Roadrunning).
Harris també ha estat músic convidat a més de 200 cançons gravades per més de 100 artistes i grups diferents. Entre aquestes trobem col·laboracions amb Gram Parsons, Bob Dylan, Neil Young, Kate and Anna McGarrigle, Guy Clark, Willie Nelson, Bright Eyes, Ryan Adams i molts altres. També ha participat ens un 20 àlbums d'homenatge i ha contribuït a la música d'una dotzena de pel·lícules, com la cançó A Love That Will Never Grow Old per a la pel·lícula Brokeback Mountain.

## Discografia
Discos en solitari
- Gliding Bird (Jubilee) 1970
- Pieces of the Sky (Reprise/Warner Bros.) 1975
- Elite Hotel (Reprise/Warner Bros.) 1976
- Luxury Liner (Reprise/Warner Bros.) 1977
- Quarter Moon in a Ten Cent Town (Reprise/Warner Bros.) 1978
- Blue Kentucky Girl (Warner Bros.) 1979
- Roses in the Snow (Warner Bros.) 1980
- Light of the Stable (Warner Bros.) 1980
- Evangeline (Warner Bros.) 1981
- Cimarron (Warner Bros.) 1981
- Last Date (Warner Bros.) 1982
- White Shoes (Warner Bros.) 1983
- The Ballad of Sally Rose (Warner Bros.) 1985
- Thirteen (Warner Bros.) 1986
- Trio (amb Dolly Parton i Linda Ronstadt), (Warner Bros.) 1987
- Angel Band (Warner Bros.) 1987
- Bluebird (Warner Bros.) 1989
- Brand New Dance (Warner Bros.) 1990
- Duets (reprises) 1990
- At the Ryman (Warner Bros.) 1992
- Cowgirl's Prayer (Warner Bros.) 1993
- Wrecking Ball (Warner Bros.) 1995
- Portraits (Warner Bros.) 1996
- Spyboy (Eminent) 1996
- Red Dirt Girl (Nonesuch) 1999
- Trio 2 (amb Dolly Parton i Linda Ronstadt) (Elektra) 1999
- Western Wall: The Tucson Sessions (amb Linda Ronstadt) (Elektra) 2000
- Stumble into Grace (Nonesuch) 2003
- Comin' Around (amb Steve Earle) 2004
- The Very Best of Emmylou Harris: Heartaches and Highways (Rhino Entertainment) 2005
- Brokeback Mountain, Golden Globe de la millor cançó original.
- All the Roadrunning (amb Mark Knopfler) 2006
- Real Live Roadrunning (amb Mark Knopfler) 2006, CD en directe.
- All I Intended To Be (Nonesuch) 2008

Participacions
- 1976 : Desire de Bob Dylan
- 1981 : Only the Heart May Know (Epic Records) de i amb Dan Fogelberg
- 1981 : Hoy-Hoy! de Little Feat (Warner) amb Ry Cooder, Robben Ford, Jim Keltner, Linda Ronstadt
- 1992 : Partners de Flaco Jimenez (Reprise) amb Stephen Stills, Dwight Yoakam, Linda Ronstadt, John Hiatt, Ry Cooder, Los Lobos…
- 2000 : Silver & Gold de Neil Young
- 2005 : "We are nowhere and it's now" & "Landlocked Blues" on Bright Eyes' I'm Wide Awake It's Morning.

## Guardons
Premis
- 2014: Grammy al millor àlbum d'americana

Nominacions
- 2000: Grammy al millor àlbum de country juntament amb Linda Ronstadt i Dolly Parton per Trio II
- 2012: Grammy al millor àlbum d'americana
- 2016: Grammy al millor àlbum d'americana